# Stade municipal de Poznań
Le stade municipal de Poznań (Stadion Miejski w Poznaniu en polonais) est un stade de football situé à Poznań, en Pologne. Il s'agit du principal équipement sportif de la ville.
Construit à partir de 1968, le stade est la résidence du Lech Poznań depuis le 23 août 1980, date de son inauguration. Rénové en profondeur entre 2003 et 2010, le club l'a quitté une courte période durant les travaux (comme la plupart des autres clubs polonais dont les enceintes ont été rénovées) et a délocalisé ses matches à Wronki, ville voisine. Rouvert entièrement le 20 septembre 2010 pour un concert, le stade accueille également durant deux ans le Warta Poznań, l'autre club de la municipalité, qui y a joué son premier match le 31 juillet 2010, mais est surtout l'un des hôtes du Championnat d'Europe de football 2012.
Après avoir été le premier stade du championnat polonais au niveau du nombre de places disponibles, avec une capacité d'accueil de 43 269 spectateurs, le stade est désormais supplanté (de quelques centaines de places) par ceux de Gdańsk et de Wrocław. Il est ainsi le cinquième plus grand stade de Pologne, derrière également le stade national de Varsovie et le stade de Silésie utilisés par la sélection.
Propriété de la ville de Poznań, le stade est situé dans sa partie sud-ouest, au niveau de la rue Bułgarska, dans le quartier de Grunwald.

## Historique

### La construction et l'inauguration
Les travaux de construction du stade municipal de Poznań débutent en 1968, et comme pour la plupart des stades bâtis sous l'ère communiste en Pologne, il est érigé sur une butte de terre, facilitant ainsi la construction des tribunes, faites à partir des remblais et recouvertes de béton. Malgré cela, les travaux prennent beaucoup de temps, et le stade voit le jour douze ans après le premier coup de pioche, le Lech restant entre-temps dans son vieux stade Dębiec. À ce moment, le stade municipal a la forme d'un fer à cheval, son extrémité étant réservée à la construction de vestiaires et d'un gymnase (projet jamais commencé). Le 23 août 1980, dix-huit mille spectateurs se réunissent pour assister à la première rencontre du Lech Poznań rue Bułgarska face au Motor Lublin, lors de la deuxième journée du championnat. Après une heure et demie, les deux équipes se séparent sur le score d'un partout, Janusz Przybyła ayant répondu au Lechici Marek Skurczyński, premier buteur sur les terres du stadion miejski, à la vingt-cinquième minute de jeu,.

### Premiers aménagements
Peu de temps plus tard, plusieurs modifications sont apportées au stade, comme l'ajout de Kogut (la poule en français) au-dessus de l'une des tribunes latérales, sorte de loge présidentielle de fortune, ou d'énormes pylônes hauts de cinquante-six mètres et montés par des dizaines de projecteurs servant à éclairer le terrain de nuit, capables d'atteindre les 1 890 lux et qui font à partir du 15 octobre 1986 (date de leur première utilisation, à l'occasion du match Pologne – Grèce) la réputation du stade. Deux ans auparavant, le 8 avril 1984, le stade accueille environ quarante-cinq mille personnes (soit cinq mille de plus par rapport aux normes de sécurité) pour le match opposant Poznań au Widzew Łódź, clubs occupant les deux premières places du classement. En tête avant ce choc, le Lech perd le match et sa place de leader, sur un but de Mirosław Myśliński. Quelques années plus tard, le stade municipal s'équipe d'un tableau d'affichage électronique, placé sur le secteur huit (surnommé par la suite « secteur sous l'horloge »). Laissé en l'état durant une petite dizaine d'années, la ville de Poznań décide au début des années 1990 d'installer des sièges en plastique dans l'ensemble des tribunes.

### L'âge d'or du club et de son stade
Au même moment, le club est à son apogée, tant sur le plan national qu'européen. En effet, les objectifs ont été revus à la hausse, avec notamment l'achat de nombreux joueurs, comme Mirosław Okoński, Krzysztof Pawlak ou encore Józef Adamiec. Avec Wojciech Łazarek aux commandes, le Lech remporte la Coupe de Pologne en 1982, puis devient champion en 1983 et en 1984, devançant à chaque fois le Widzew Łódź d'une courte tête. Les cinq saisons suivantes sont moins prolifiques, mais le Lech accroche toujours le haut de tableau. En 1990, il redevient le « maître » du pays, et réalise à nouveau le doublé en 1992 et 1993.
Le Lech s'étant qualifié à de nombreuses reprises pour la Coupe d'Europe, son stade reçoit donc les plus grands clubs européens. Devant plusieurs milliers de personnes, les Kolejorz affrontent Liverpool, le FC Barcelone ou encore l'Olympique de Marseille.

### 2003-2010: la modernisation

#### Les premiers travaux
En 2002, les dirigeants du Lech Poznań et les responsables de l'urbanisme auprès de la ville décident d'entreprendre la rénovation en profondeur du stade. Un an plus tard, les premiers travaux commencent, et concernent la construction d'une quatrième tribune. Ouverte en 2004, elle augmente de 8 124 places la capacité de l'enceinte, et se dote d'un toit deux ans plus tard. Parallèlement, les responsables du stade installent un système de chauffage, permettant de maintenir le terrain dans un état praticable hors trêve hivernale, et réparent les outils d'éclairage. À partir de  janvier 2006, la tribune sud est totalement reconstruite, et rouvre partiellement (les deux premiers niveaux) en février 2007, puis totalement en septembre 2008. Elle peut désormais accueillir un peu plus de neuf mille personnes.

#### Attribution de l'Euro 2012

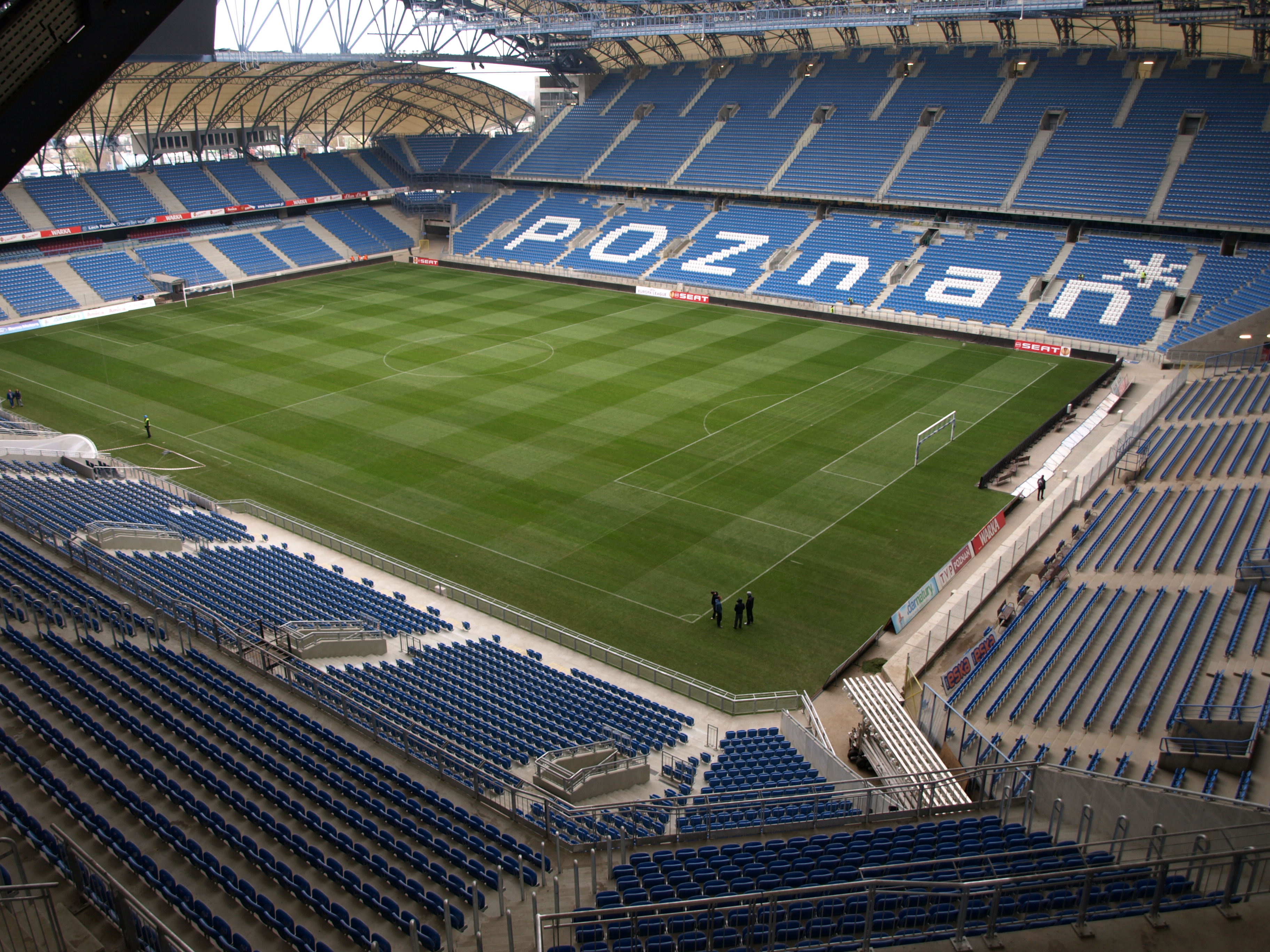
L'intérieur en 2011

Avec l'attribution de l'Euro 2012 à la Pologne et à l'Ukraine, mais aussi devant l'augmentation de la moyenne de spectateurs par match, les autorités de la ville décident de modifier l'architecture du stade pour lui faire gagner en largeur et en hauteur, et tablent sur une capacité d'environ 45 000 places. Selon un nouveau projet, les tribunes latérales doivent gagner chacune un étage supplémentaire, et pouvoir donc recevoir 13 750 spectateurs supplémentaires. Aussi, de nouvelles places pour commentateurs et salons VIP sont imaginés, ainsi que de nouvelles installations pour les joueurs, les arbitres et les membres des deux clubs hôte et visiteur. Le coût des rénovations est estimé à plus de 710 millions de złotys, soit près de 177 millions d'euros.
Mais la nouvelle conception majeure concerne le toit, membrane blanche qui recouvre toutes les tribunes, et qui est même modulable au-dessus de la tribune sud, pour pouvoir assurer un éclairage adéquat de la pelouse sur cette partie du stade. Les travaux sur les tribunes ouest et est commencent en octobre 2008, et s'achèvent en septembre 2010. Sur l'ensemble des gradins, de nouveaux sièges sont installés par la société Grupa Nowy Styl. Entre temps, le 31 juillet 2010, le stade accueille pour la première fois le Warta Poznań, l'autre club de la municipalité qui a délaissé l'Ogródek et qui affronte le Bruk-Bet Nieciecza en deuxième division.
Le stade rénové entièrement est inauguré par un concert de Sting le 20 septembre 2010, lors de son Symphonicity Tour et dans le cadre du programme « Poznań pour la Terre », qui consiste à reverser à des actions pro-environnementales une somme symbolique sur chaque billet. Le concert est ainsi l'un des soixante-dix-huit de la tournée mondiale qui a débuté le 2 juin au Canada.

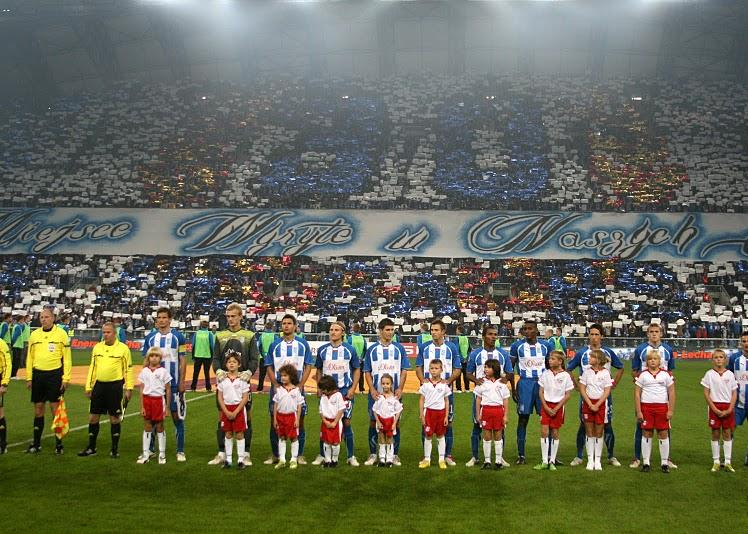
Présentation des équipes contre Salzbourg.

Dix jours plus tard, le Lech reçoit le Red Bull Salzbourg en Ligue Europa, et le stade ouvre pour la première fois ses quatre tribunes pour un match de football. À guichets fermés, la rencontre se conclut sur le score de deux à zéro en faveur de l'équipe hôte. Autour de ces mêmes affluences lors des autres matchs européens, Poznań accueille pratiquement vingt-mille personnes pour ses matchs de championnat, le premier étant « Lech Poznań - Zagłębie Lubin » (0–1), le 16 octobre.
Cependant, un problème d'importance vient se greffer en 2011, l'UEFA critiquant la conception du stade et son utilisation. En effet, l'instance européenne reproche au club le non-respect des normes de sécurité et la numérotation incorrecte des sièges, et le sanctionne d'une amende de vingt mille euros, d'un match à huis clos avec sursis et d'une restriction des capacités d'accueil pour le match contre Braga,. La fermeture des tribunes pendant deux ans était même évoquée, mais vite abandonnée.
Le 20 mars 2011, le Warta Poznań établit un nouveau record d'affluence pour la deuxième division polonaise, en réunissant plus de 19 000 personnes pour un match contre le GKS Katowice. Cette cohabitation Lech - Warta crée également quelques situations absurdes, les fans des Kolejorz du Lech allant par exemple encourager leur club ami du KSZO Ostrowiec Świętokrzyski lors d'un match du Warta, la relation entre les deux clubs de la ville étant d'habitude excellente.

### Sponsoring

Logo liant INEA et le stade.

Le 14 juin 2013, le stade est officiellement renommé stade INEA, à la suite d'un partenariat avec la société du même nom, spécialisée dans les télécommunications et originaire de la région. L'accord porte sur cinq années.
Le 30 juin 2018, le contrat arrive à son terme et n'est pas prolongé.

## Structure et équipements

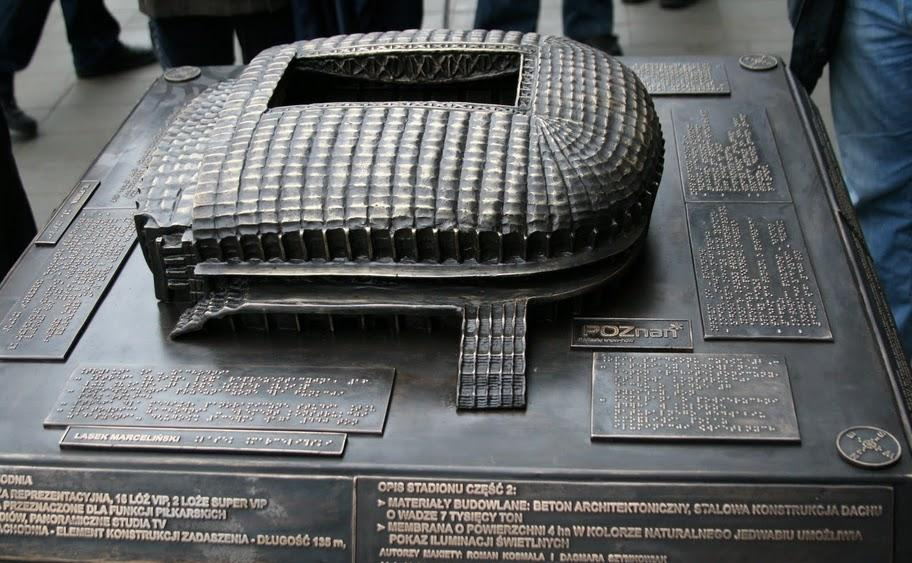
Maquette du stade.

## Utilisations du stade

### Le Lech Poznań, club résident principal
Avec le Lech Poznań, le stade a accueilli trente-et-une rencontres européennes. Le Lech a réalisé l'exploit de battre le grand Olympique de Marseille des années 1990, composé de Papin, Mozer et Waddle, sur le score de trois à deux en Coupe des clubs champions européens 1990-1991. Le bilan est plutôt positif, avec dix-sept succès, pour trois matches nuls et onze défaites. Le 29 septembre 1982, le stade municipal reçoit sa première rencontre européenne, et voit son équipe battre le club islandais du ÍBV Vestmannaeyjar sur le score de trois buts à zéro. Poznań a également affronté de grands clubs comme le FC Barcelone (futur vainqueur de la Coupe d'Europe des vainqueurs de coupe 1988-1989) en huitième de finale, qu'il a tenu en échec jusqu'à la séance de tirs au but (un partout score final, puis cinq à quatre aux tirs au but), ou Liverpool (défaite un à zéro), futur finaliste de la compétition.

### Le Warta Poznań, durant deux ans

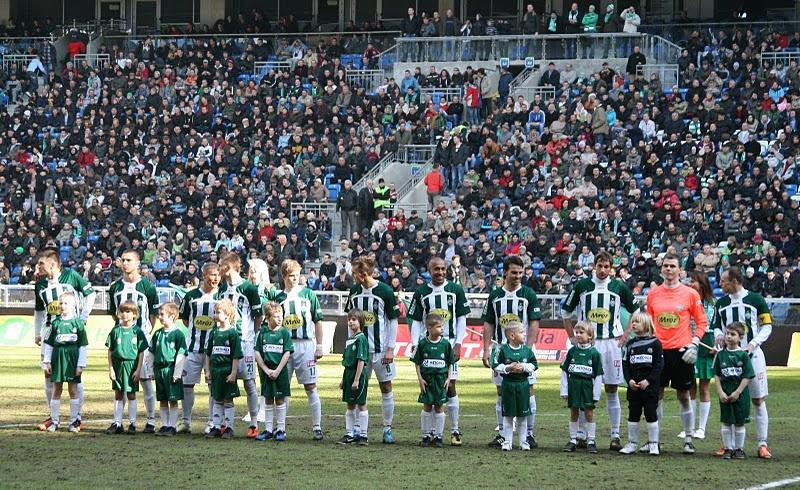
Présentation des joueurs du Warta contre Katowice.

Au contraire, le Warta Poznań n'utilise le stade que depuis la saison 2010-2011. Après un premier match le 31 juillet contre le Bruk-Bet Nieciecza, qui n'attire que trois mille personnes, la présidente Izabela Lukomska-Pyzalska multiplie les offres de promotion pour les matches de son club, offrant par exemple les places de la rencontre face au GKS Katowice. Réunissant plus de 19 000 personnes, le 20 mars 2011, le Warta Poznań établit un nouveau record d'affluence pour la deuxième division polonaise, et renouvelle sa performance lors de la journée suivante.
Mais le club étant moins populaire que son « grand frère » et les frais d'utilisation assez importants pour un club de deuxième division, les dirigeants du Warta renoncent à son utilisation en mai 2012, après un dernier match disputé contre le Dolcan Ząbki devant un peu plus d'un millier de spectateurs.

### L'équipe de Pologne

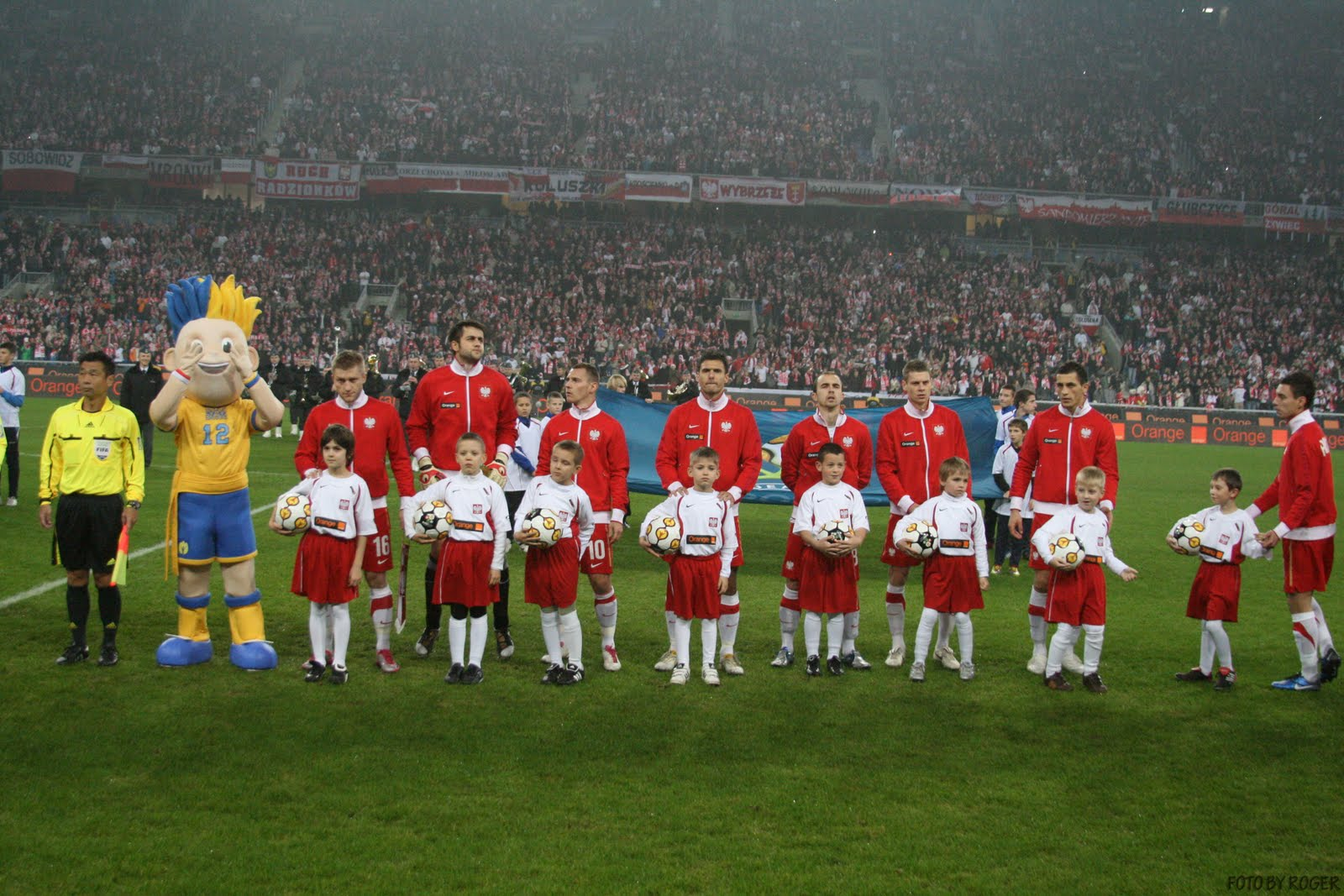
Présentation de l'équipe polonaise contre la Côte d'Ivoire, le 17 novembre 2010.

L'équipe de Pologne a disputé un total de seize matches au stade, d'octobre 1986 à juin 2018. La première rencontre est la réception de la Grèce le 15 octobre 1986 (victoire deux à un), et la dernière remonte au 8 juin 2018 (Pologne - Chili, match nul 2-2). Après plus de trente ans, le bilan polonais à Poznań est légèrement positif, le Białe Orły ayant à son compte six victoires, six matchs nuls et quatre défaites.
Lors de la première décennie, les rencontres face aux grosses équipes européennes (France, Angleterre, Pays-Bas) et qui comptent pour les éliminatoires de la Coupe du monde et du Championnat d'Europe attirent les foules, et voient Poznań et son stade afficher complet ou presque. Mais la fédération lui préférant ensuite le stade de Silésie ou encore le stade national de Varsovie, le stade de Poznań n'accueille plus que des matches amicaux moins importants, contre des nations plus faibles et donc moins attractives. Cependant, en 2010, le match face à la Côte d'Ivoire est un succès, et entraîne la venue de plus de quarante-deux mille personnes, ce qui constitue un nouveau record au niveau international. Il voit en effet la Pologne revenir à Poznań après plus de six ans d'absence, et peu après la fin de la rénovation complète du stade.

### Autres utilisations

#### Évènements de quelques jours
Enceinte consacrée principalement au football, le stade de Poznań accueille le 11 juin 2004 son premier évènement national, la Supercoupe de Pologne. Vainqueur de la coupe lors de la saison 2003-2004, le Lech s'octroie le droit de disputer cette finale à domicile face au Wisła Cracovie, le champion en titre. Devant plus de vingt-cinq mille personnes, les deux équipes font jeu égal et se départagent aux tirs au but. Grâce à un bon Waldemar Piątek, qui détourne deux frappes cracoviennes, Poznań gagne sa troisième Supercoupe de Pologne et devient alors le club le plus titré de la compétition.
Deux ans plus tard, Poznań et la Grande-Pologne reçoivent les meilleurs nations européennes dans la catégorie des moins de dix-neuf ans et dans le cadre du Championnat d'Europe. Le 18 juillet, les jeunes Polonais s'inclinent un à zéro contre l'Autriche, et hypothèquent déjà leurs chances de qualification. Plus grand stade de la compétition, Bułgarskiej accueille également la finale opposant l'Espagne à l'Écosse, le 29. Larges vainqueurs de cette dernière en phase de poules (quatre à zéro), les Espagnols éprouvent cette fois-ci plus de difficultés, mais s'en sortent grâce à Alberto Bueno, meilleur buteur et joueur du tournoi.

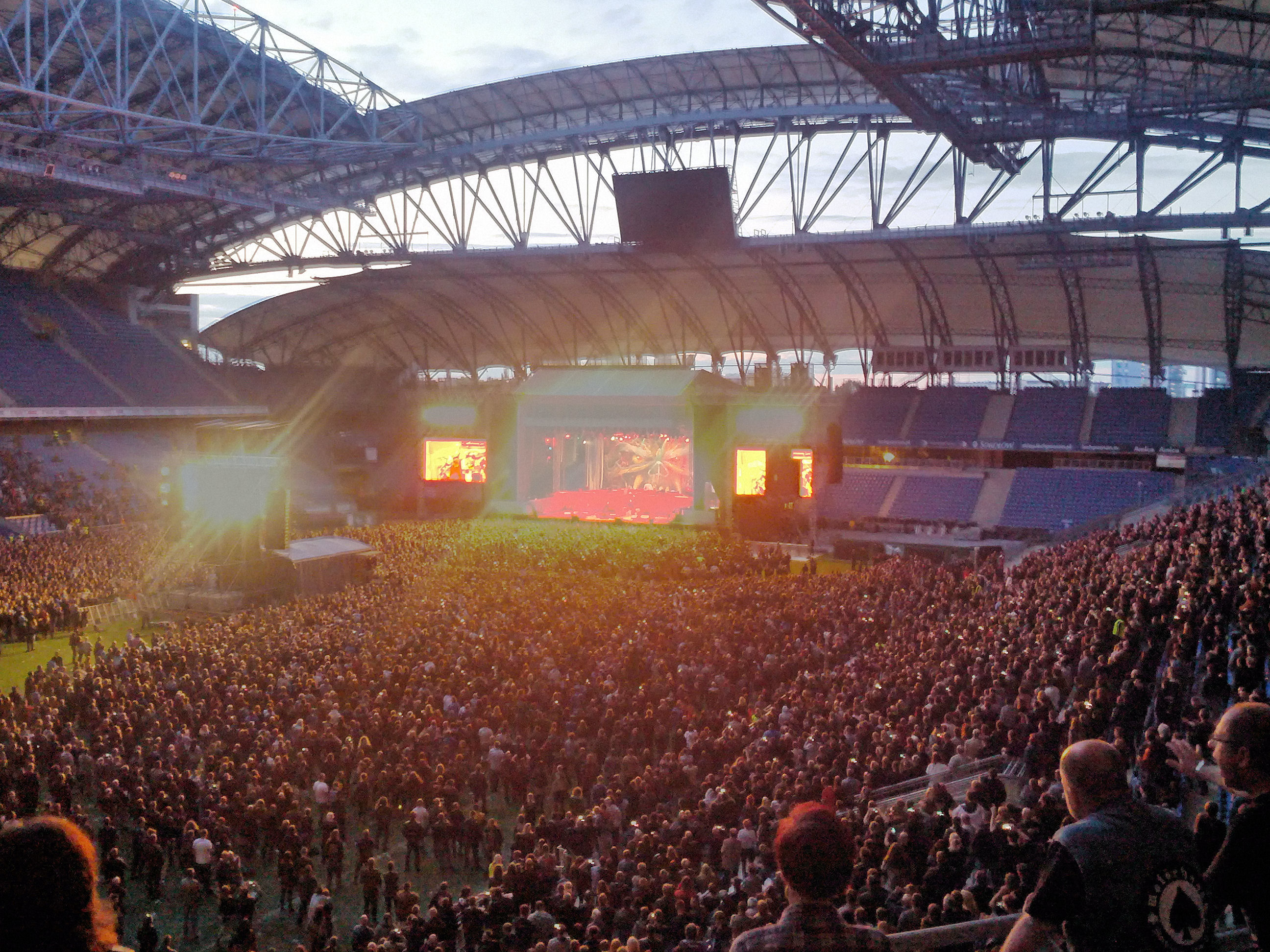
Concert d'Iron Maiden en 2014

Le stade de Poznań héberge également depuis 2007 le Stadium of Sound, évènement musical où se rassemblent les fans de musique électronique. Organisé par le label polonais My Music, il attire des artistes comme Tiësto, Paul van Dyk et Eric Prydz. La première édition a lieu le 4 août 2007, et voit affluer plus de vingt mille personnes au cœur du stade. Renouvelée l'année suivante, l'expérience est mise en suspens l'année d'après, en raison de la rénovation du stade. En 2010, le stade accueille son premier véritable concert, lors du Symphonicity Tour de Sting, artiste britannique à la renommée mondiale, le 20 septembre.
Le 6 août 2011, alors que le championnat de football a déjà commencé, le stade accueille les Red Bull X-Fighters, initialement prévus au stade national de Varsovie. Devant plus de trente-cinq mille personnes, les meilleurs pilotes de moto-cross s'affrontent.

#### L'Euro 2012
Le 18 avril 2007 à Cardiff, au pays de Galles, le comité exécutif de l'UEFA effectue son choix à bulletins secrets concernant l'organisation du Championnat d'Europe de football 2012. Avec une majorité de huit voix, le duo Pologne - Ukraine, qui se présente pour la première fois de son histoire, est choisi devant l'Italie,, que les médias donnaient favorite,, et le duo Croatie - Hongrie. Dans son projet, la Pologne propose six stades (situés à Poznań, Varsovie, Wrocław, Gdańsk, Cracovie et Chorzów), mais l'UEFA n'en choisit que quatre deux ans plus tard, et retient le stade de Poznań.
Au mois de juin 2012, le stade accueille trois matchs de poules de l'Euro, et voit ainsi s'affronter trois équipes appartenant au groupe C, à savoir l'Italie, la Croatie et l'Irlande, les 10, 14 et 18 juin. Comme pour le stade municipal de Wrocław, les rencontres à élimination directe se déroulent hors de la ville, à Gdańsk et Varsovie dans le cas de la Pologne.

## Affluences
Ce graphique représente les affluences au stade en championnat depuis la saison 1994-1995 :
Légende : * Saison en D2
Note : La moyenne de la saison 2009-2010 est prise seulement sur quelques matches, le Lech Poznań ayant disputé plus de la moitié de ses rencontres à Wronki.

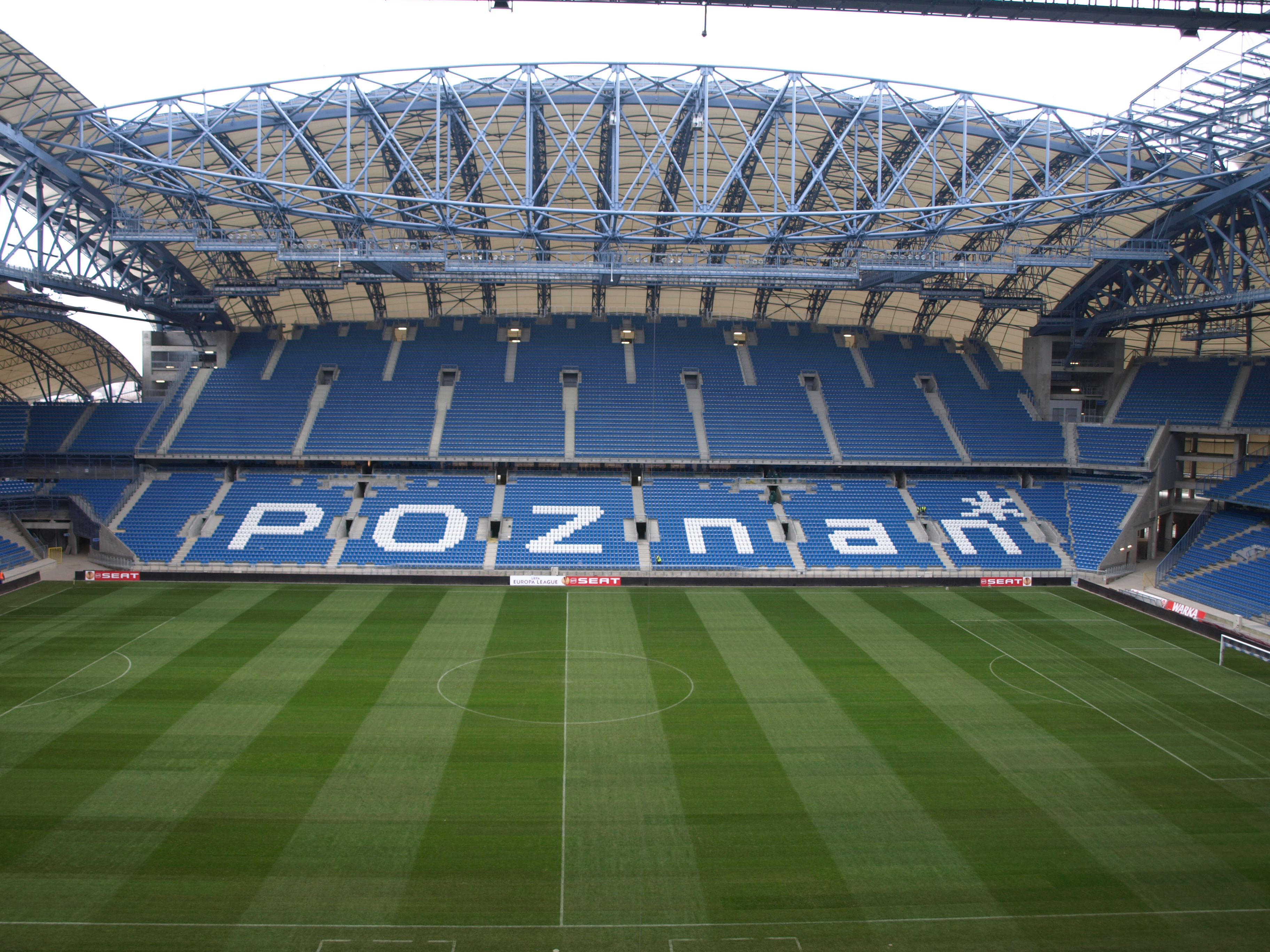
L'intérieur en 2010
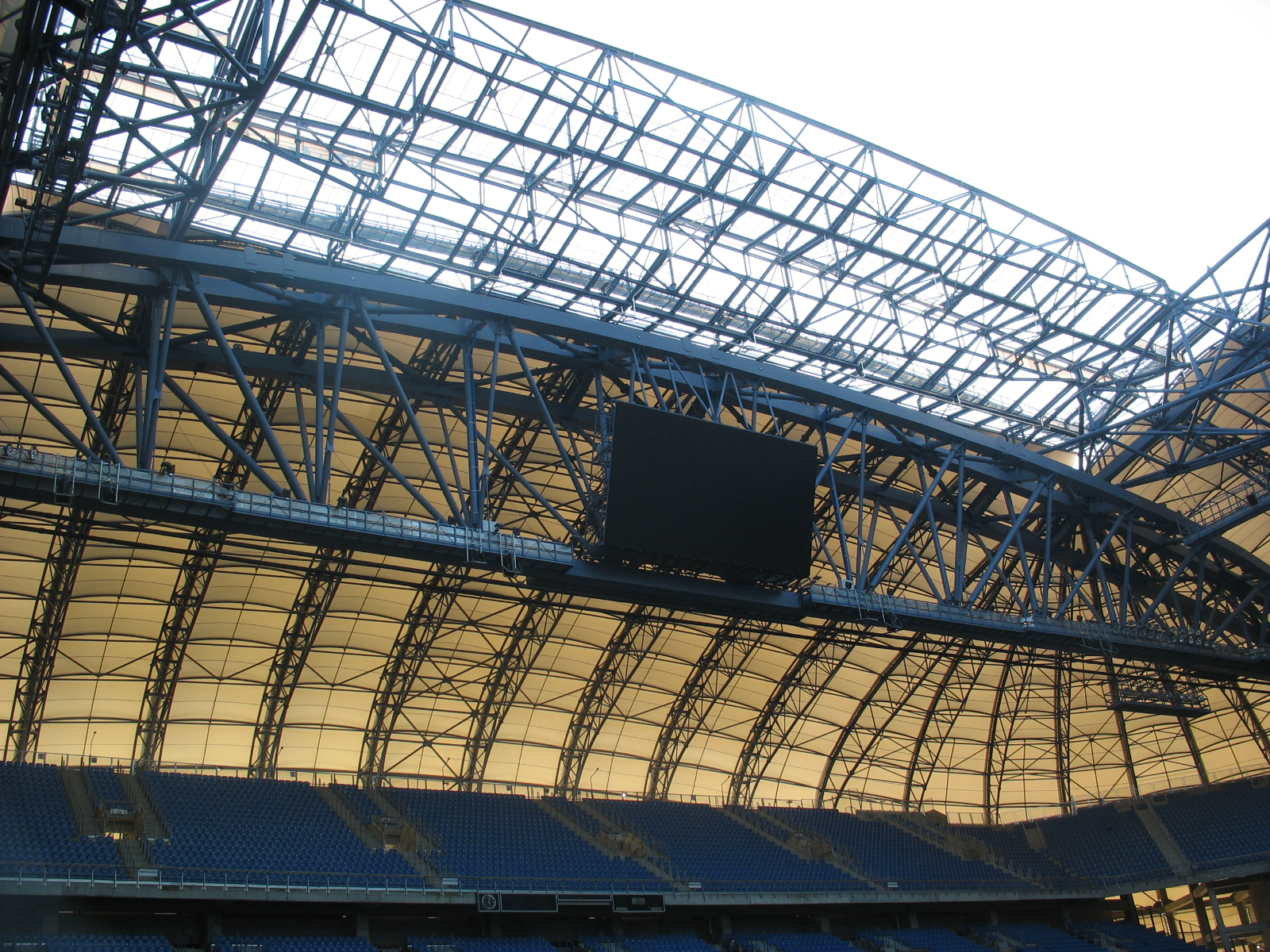
L'un des écrans géants
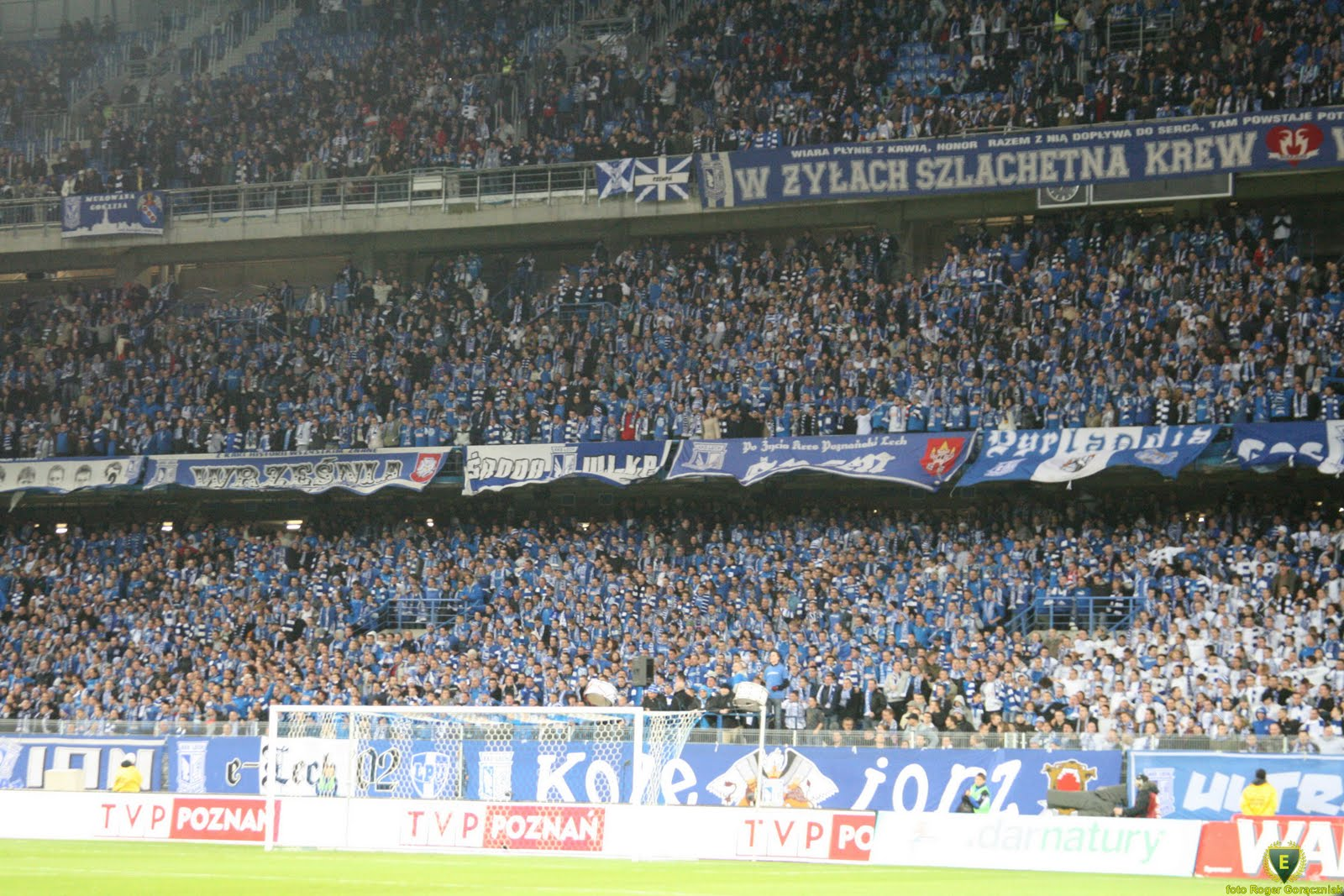
Fans de Poznań en 2010
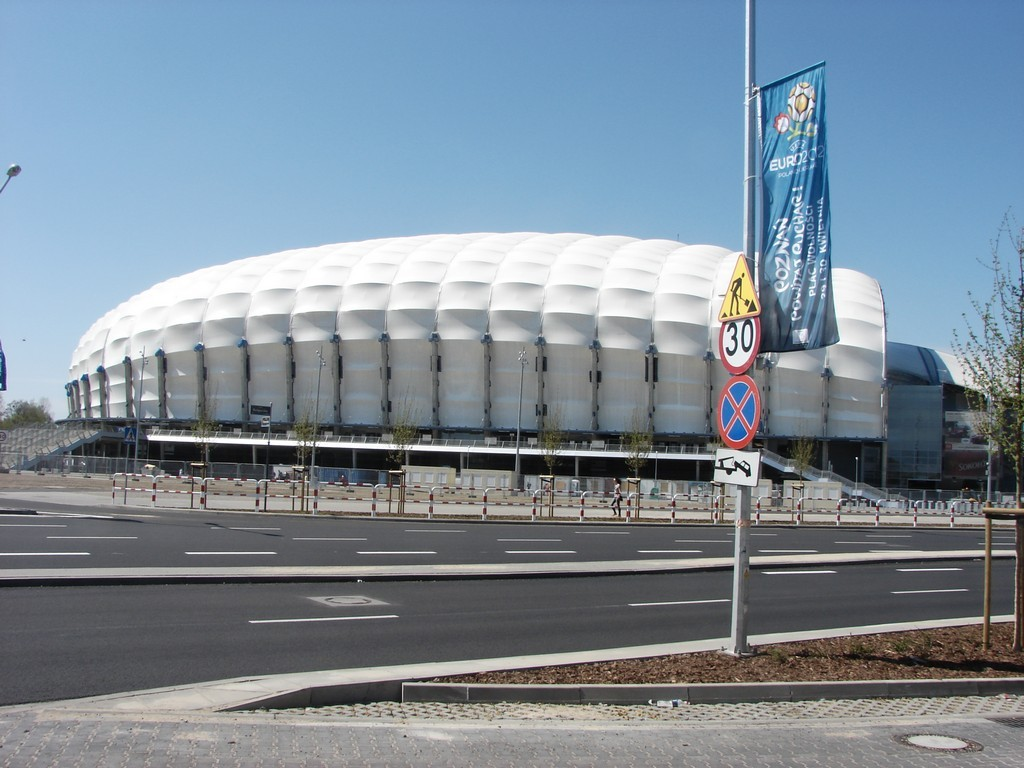
Le stade vu de profil

## Environnement et accès

### Desserte en transports

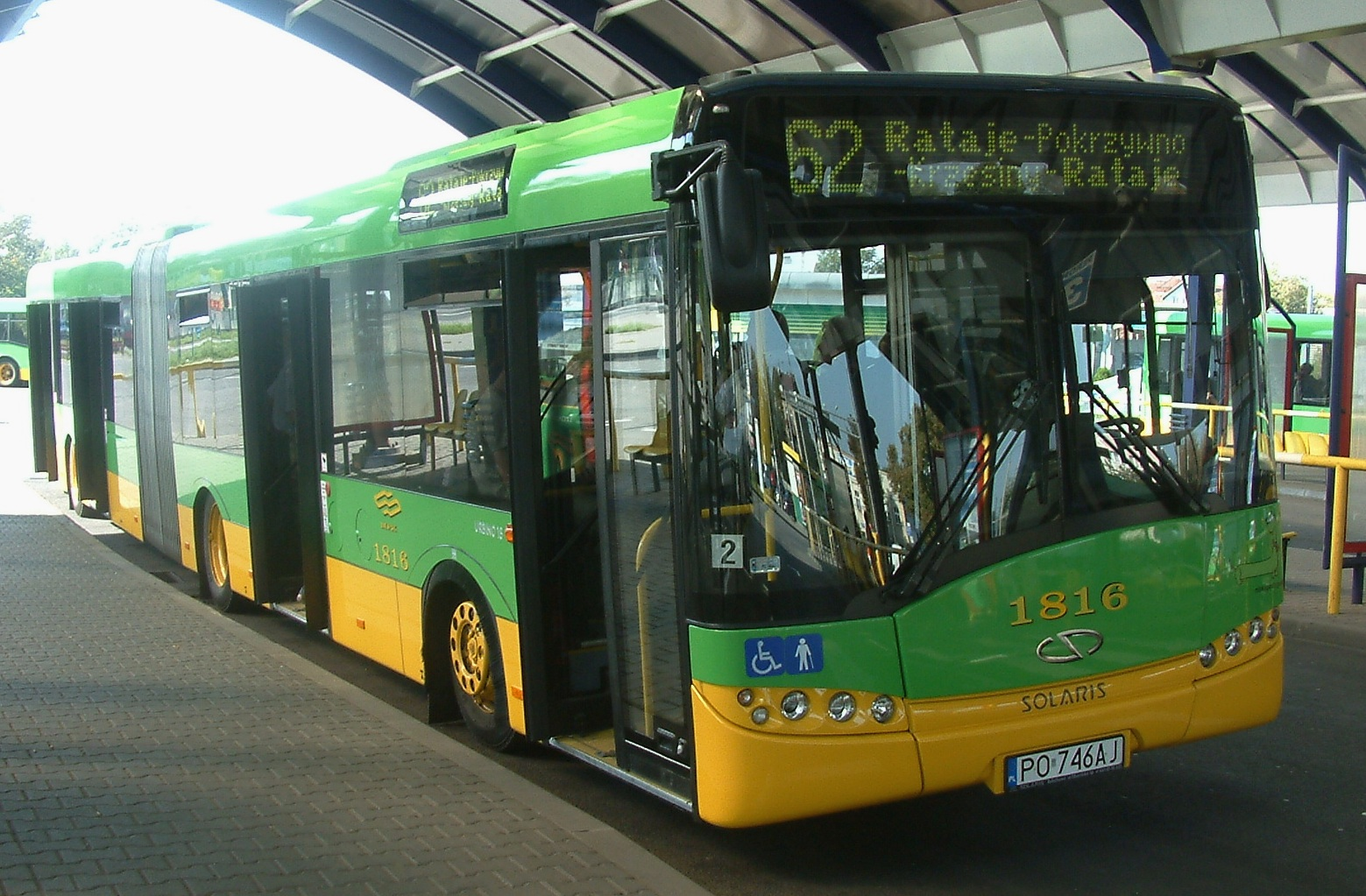
Exemple de bus présent à Poznań.

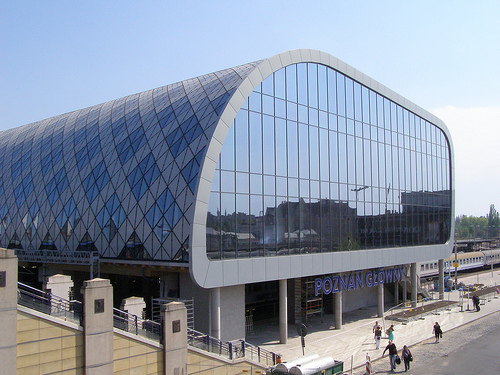
Sortie de la gare de Poznań.

Le stade de Poznań est accessible en transport en commun et notamment en bus et tramway. Il est desservi par le réseau de bus de la Compagnie des transports de la ville de Poznań (MPK Poznań) et spécifiquement par les lignes A – 50 – 63 – 91 et 116, mais aussi par quatre lignes du réseau du tramway et du métro léger de Poznań, qui dessert la ville du centre au nord.
La gare de Poznań, cinquième plus importante du pays, est située à environ quatre kilomètres du stade, et permet surtout aux supporters adverses de rejoindre le stade via ensuite le réseau de bus.
L'aéroport de Poznań-Ławica permet également de rejoindre le stade, et se situe à sept kilomètres à l'ouest de la ville. Il est lié à une vingtaine de villes européennes, et s'est grandement modernisé ces dernières années. Son trafic a été multiplié par six en dix ans.